# Чванов, Владимир Николаевич
Владимир Николаевич Чванов (2 января 1909 — 4 февраля 1975) — передовик советского сельского хозяйства, бригадир подсобного хозяйства «Горки-II» Звенигородского района Московской области, Герой Социалистического Труда (1953).

## Биография
Родился в 1909 году на территории современной Рязанской области в семье крестьянина. В 1930 году поступил на работу в старейший Подмосковный совхоз «Горки-2». На ферме насчитывалось более 100 голов крупного рогатого скота. В 1941 году во время приближения линии фронта Чванов участвовал в эвакуации хозяйственного стада в Саратовскую область. В 1943 году, после возвращения общественного стада в Московскую область, Чванов продолжил трудовую деятельность. Без отрыва от производства посещал трёхгодичные курсы животноводов, которые раз в неделю проводились для работников совхоза в кабинете зоотехника.
В 1948 году была введена двухсменная организация труда. Владимир Николаевич возглавил бригаду из 4-х пар доярок. В 1952 году бригада Чванова достигла высоких производственных результатов, сумев получить от каждой из 33 закреплённых коров по 6014 килограммов молока с содержанием 213 килограммов молочного жира от каждой коровы в среднем за год.
За достижение высоких показателей в животноводстве в 1952 году Указом Президиума Верховного Совета СССР от 19 декабря 1953 года Владимиру Николаевичу Чванову было присвоено звание Героя Социалистического Труда с вручением ордена Ленина и золотой медали «Серп и Молот».
В дальнейшем продолжал трудовую деятельность, показывал высокие результаты в труде. В 1968 году вышел на заслуженный отдых, являлся пенсионером всесоюзного значения.
Проживал в посёлке Горки-2 Одинцовского района Московской области. Умер 4 февраля 1975 года.

## Награды
За трудовые успехи удостоен:
- золотая звезда «Серп и Молот» (19.12.1953),
- орден Ленина (19.12.1953),
- другие медали.